# Помлинів
Помли́нів — село в Україні, у Львівському районі Львівської області. Населення — 251 особа. Орган місцевого самоврядування — Рава-Руська міська рада.

## Історія
До середини XIX ст. село Помлинів було одним з присілків села Кам'янки-Волоської. В 1940 році утворено окреме село.